# 噶舉派

噶瑪巴旗

噶举派（藏語：བཀའ་བརྒྱུད་པ་，威利转写：bka'-brgyud ba，藏语拼音：Ga'gyü Ba）藏传佛教的一个派别，藏语“噶举”中的“噶”字本意指口，而“举”字则意为传。故“噶举派”一词可理解为口传宗派。另外，由于噶举派僧人的僧裙中加有白色条纹，又俗称“白教”。噶举派是后弘期西藏佛教的重要宗派之一，由马尔巴创立，承传至今。是西藏历史上最早实行活佛（朱沽或祖古）转世制度的派别，最早的再來人（活佛）即噶玛噶举派的噶玛巴。
其在西藏以不重著述而重视实际的修行最具特色，强调刻苦的修行，造就了如密勒日巴等众多实践苦行修炼的高僧。
噶举派所最核心的修法是《那洛六法》与显、密两种大手印的教授，其中尤以大手印教授最为著名。

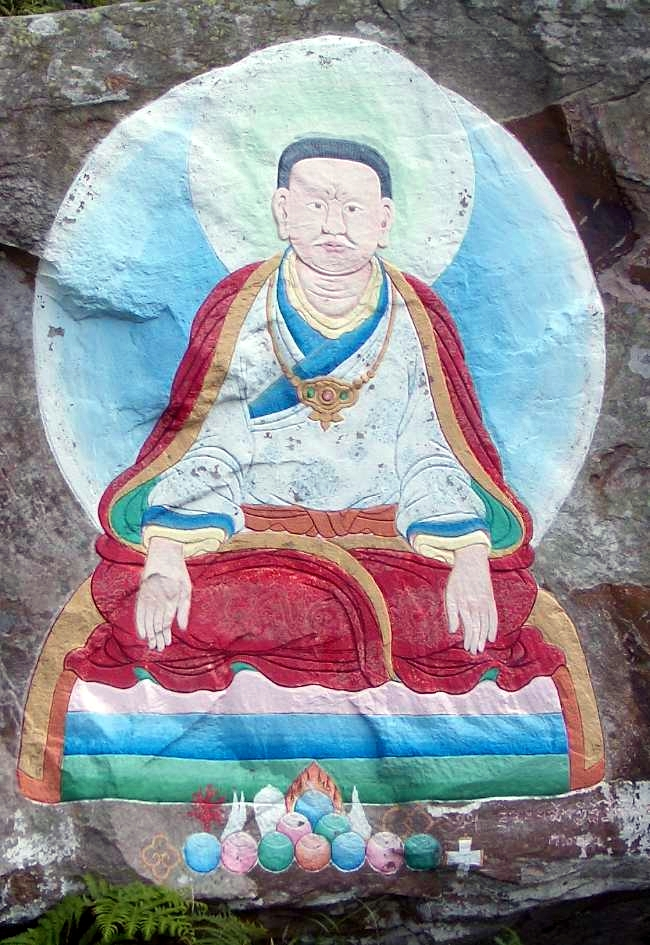
馬爾巴

## 概述
噶舉派開宗立派于11世纪，相当于中国的北宋年間。西藏被蒙古帝国攻佔，后隶属于元朝，明初白教盛极一時，全盤掌管了西藏政教大權，但歷代大寶法王均向中國朝廷進貢，避免與實力龐大的中國對抗。
而就在明朝永樂年間，青海藏人宗喀巴，他進入雪山閉關修行，以噶當派教義為主，融合各宗各派，破關而出即創立格魯派，喇嘛均戴黃帽，故俗稱黃教。宗喀巴圓寂，座前兩大弟子根敦朱巴与克主傑的法脈逐漸興盛，根敦朱巴的繼承人號稱達賴，統治前藏；克主傑的繼承人則號稱班禪，統治後藏。白教執掌西藏三百年間，與藏巴汗等三大勢力迫害格魯派，但最終還是未能阻止格魯派的興起，最後格魯派取代噶舉派統治。
黃教空前鼎盛，成為第一大教派，從白教手中接管了全藏的政教事務。18世纪以后通过宗教联系与漠南蒙古部落聯合，一同臣服于清朝皇帝。

## 噶舉傳承
此賢劫開始到現在已經有四位佛陀出世。第一尊佛是拘留孫佛。第四尊就是歷史上記載的佛陀－釋迦牟尼佛。他三轉法輪並以八萬四千法門教導眾生，這些法門仍被延續至今。寺院噶瑪三乘法輪中心的創立便是要弘揚這些教法，利益所有的眾生。
按照金刚乘佛教的看法，佛陀的教法被分為各種不同的「乘」，或說是修習的層次，有分為三乘的(依次为小乘佛教、大乘佛教、金刚乘佛教)，也有分為九乘的，這其中，金剛乘是最殊勝的。印度這個國家，由於金剛乘教法的普遍宏傳，已出現了很多的修行者及成就者。其中較負盛名的有南贍部洲的六大莊嚴、二勝士，八十四位大成就者等。
西藏這個地方是一處被觀世音菩薩所調伏的道場，因此透過他大願和大悲的力量，而以譯師、法王、成就者、學者等等化身示現於西藏。所有這些化身之事業，就是完全地將存在印度的佛法傳入西藏，並將佛法譯成西藏的語言。
在那个時代，很多的喇嘛上師參與宏法，因此傳遍了西藏各地，八大佛法傳統就誕生了。這八大派的修行傳承，都是一樣的，它們都包含了完整的佛法。現存有四個主要的傳承：分別是噶舉派、寧瑪派、薩迦派和格魯派。 
在這些傳承派別之中，最具代表性的傳承大概是噶瑪巴了。這個傳承就是眾所週知的噶舉派，其意味著「訓誡的傳承」或「口耳傳承」。噶舉派起源於當釋迦牟尼佛以報身佛的型式－金剛持或多羌，來傳達密續金剛乘法。因此，噶舉派的傳統一直保持著金剛持的口傳傳承，這個密續傳承從末間斷過。
這個傳承以各種方式流傳至今，其中之一是遠傳派的傳承，由金剛持傳給了羅佐寧青（寶意菩薩），寶意菩薩再傳給印度的大成就者薩拉哈，薩拉哈傳給首席學者菩薩，菩薩再傳給大成就者沙瓦利巴，沙瓦利巴傳給大成就者梅紀巴，梅紀巴再傳到馬爾巴譯師。
近傳派的傳承由大成就者帝洛巴開始，在他的修行過程中受到許多偉大的成就者、瑜伽士和上師的指導。據說他曾在西印度一處叫索瑪普利的地方，絲毫不動地修行十二年。經過這段時間的修行，他獲得了成就，能夠面對面地從金剛持那裡接受教導、口傳和灌頂。
帝理巴（988－1069年）就是大家所熟悉的帝洛巴。追溯噶举传承，他是第一位人身导师，被尊为印度噶举传承的创始者。帝洛巴从禅观中直接得到金刚总持及许多本尊的授记，在未证得大成就之前，也曾经在坟场不动坐禅十二年,他以榨芝麻及零工为生，也因此而得名。
帝洛巴的继承者是那洛巴大学者（1016－1100年），他是印度最重要的大成就者之一。那洛巴将「六瑜伽」及「大手印」传给了他的伟大弟子马尔巴（1012－1096年），而后者成为噶举派在西藏的第一位导师，其影响力远在未遇到那洛巴时已被帝洛巴所预言。为求对教义的体解，马尔巴到曼卡尔区的沐估隆镇跟随卓弥罗札娃（922－1073年）学习梵文，但后来因为学费太昂贵而离开，并决定到印度。在他三游印度之中，接收了那洛巴及其他禅修者完整的「大手印」教义，之后马尔巴、卓弥罗札娃及窝在复兴藏传佛教运动中扮演了极重要的角色。
早期的噶举传承称为「马尔巴噶举」，取自马尔巴的名字。另一噶举传承则是西藏中部「香」郡「昌」地发起的，其创始人为穹波纳玖叔林宫波（1002－1096年），他是那洛巴及那洛巴妹妹尼估玛的弟子。这一派系称为「香巴噶举」，乃取自发源地为名。值得注意的是这两派是噶举传承最早创立的派别。
马尔巴主要的弟子密勒日巴（1052－1135年）是一位著名的「西藏瑜伽士」。密勒日巴在接收其上师严厉的教导下，那种坚韧不拔的精神至今仍是无数修行者的借镜，而他即兴所作的道歌「密勒日巴一万偈」更是许多读者自我鼓励及激励的泉源。
密勒日巴有许多弟子，其中特别杰出的有两位，他们是惹琼巴（1083－1161年）及冈波巴（1079－1153年）。这两位大师开创了噶举派完整的体制。惹琼巴创立了「惹琼噶举」而冈波巴创立了「达波噶举」。冈波巴是达波区人氏（派别之名即是源自于此），是一位著名的医生，所以也被称为「达波拉杰」意即「来自达波的医生」，而他的全名是「达波达沃匈努」。冈波巴也是「解脱庄严宝論」的作者，为噶举传承兴起于雪域西藏中最有作为的人物。帝洛巴、那洛巴、马尔巴、密勒日巴及冈波巴在噶举传承中被尊为「五祖」。

## 噶舉支派
较早的噶举派不应与后期兴起的噶举四大八小派有所混淆。噶举传承之派系远超于噶举四大八小派，故「噶举四大八小派」不能作为噶举传承派系唯一的考量。除此之外，噶举传承中尚有达波、香巴、竹巴、惹琼等等其他分支。
噶举传承的「四大派」是由岡波巴的四大弟子所创立，包括噶玛噶举、采巴噶举、巴融噶举、帕竹噶举。然而达波噶举却保存著自承的方丈系统而自成一派，这与其他十二派是有所不同的。噶举传承的「八小派」是由帕莫竹巴（1100－1170）的主要弟子所创立，包括直贡噶举、達隆噶举、竹巴噶举、雅桑噶举、措普噶举、休色噶举、耶巴噶举和玛仓噶举 。帕木竹巴在西藏推翻了萨迦派政权，他也跟随了萨虔昆噶宁波（1092－1158）参学了十二年并获得萨迦派「道果」的教义。帕莫竹巴对十二支派的影响在于他将「道果」教义融入噶举派「丹雅卓」的教义内。

## 相关内容
- 佛教宗派
- 佛教历史
- 藏传佛教
- 帝洛巴
- 马尔巴
- 噶瑪巴